# Шампо (Орн)
Шампо (фр. Champeaux) насеље је и општина у северној Француској у региону Доња Нормандија, у департману Орн која припада префектури Аржантан.
По подацима из 2011. године у општини је живело 140 становника, а густина насељености је износила 14,51 становника/km². Општина се простире на површини од 9,65 km². Налази се на средњој надморској висини од 266 метара (максималној 267 m, а минималној 142 m).

## Демографија
| 1962. | 1968. | 1975. | 1982. | 1990. | 1999. | 2011. |
| ----- | ----- | ----- | ----- | ----- | ----- | ----- |
| 75    | 143   | 137   | 119   | 101   | 117   | 140   |

График промене броја становника у току последњих година